# IPhone 3GS
iPhone 3GSは、Appleが開発・販売していたタッチスクリーンスマートフォンである。iPhoneの第3世代でiPhone 3Gの後継機種。2009年6月8日にサンフランシスコのモスコーニ・センターで開催されたWWDC 2009で発表された。
高解像度でビデオ撮影機能が付いたカメラや、ボイスコントロール、下り7.2 Mbit/s HSDPA対応（ただし、HSUPAプロトコルをAppleは実装しなかったため上りは384 kbpsまで。）といった主なパフォーマンスを改善した機能を実装した。2009年6月19日にアメリカ合衆国、カナダ、欧州六ヶ国で、26日にオーストラリアと日本で、8月に世界各国で発売された。

## 歴史
アメリカ合衆国とカナダ、欧州七カ国で予約が始まったのが2009年6月8日で、19日に発売された。オーストラリアとイギリスでは26日発売だった。発売一週間で100万台以上の売り上げを見せた。そして7月から8月にかけて世界中で発売されるようになった。
当初は「iPhone 3G S」として発表されたが、実際には「iPhone 3GS」として発売された。
しかし、その後は、Apple公式サイトで「iPhone 3Gs」の名称が使われるようになった。

## 機能
iPhone 3Gsの新機能は主に処理速度に関して内部に変更がなされており、「iPhone 3Gs」の「s」は「Speed」を意味する。iPhone 3Gsのアップグレードはパフォーマンスに関することが主体だが、いくつかのソフトウェア機能も独占的に導入され、後にiPhone 4にもそれらのすべての機能が導入された。

### ディスプレイ
搭載液晶ディスプレイはAppleが設計し、LGエレクトロニクスが生産している。3.5 in (8.9 cm)のタッチスクリーンで163 ppiの解像度は480×320。前機種のディスプレイからの改善点として、より色豊かに表示させるための24ビットカラーエミュレーション（18ビットカラーディスプレイでディザリング）や、ディスプレイ上での指紋を軽減するための疎油性コーティングが挙げられる。またタッチスクリーンは何も装着していない指や複数の指によるマルチタッチを検知するために設計されている。

### カメラ
搭載カメラは3メガピクセルでオムニビジョン・テクノロジーズが製造している。より高いメガピクセルカウントに加えて、オートフォーカス、ホワイトバランス、オートマクロ、そしてVGAビデオの録画に対応している。
iPhone 3Gsのカメラアプリケーションにはスライダー機能があり写真撮影とビデオ撮影を切り替えることができる。さらにタップでのフォーカス設定も可能で、5倍のデジタルズームで撮影エリアをオートフォーカスしたり（iOS 4と5）、エリアを押さえてオートフォーカスと自動露出ロック（iOS 5のみ）をしたり、被写体のグリッドライン表示（iOS 5のみ）が可能である。

### プロセッサーとメモリ
サムスン電子設計製造のSamsung APL0298C05が搭載されている。他の搭載チップで、CPUは833Mhzから600MhzにアンダークロックされたARM Cortex-A8、GPUはPowerVR SGX 535である。
前機種iPhone 3Gの2倍の容量である256MBのeDRAM搭載によるパフォーマンスの向上やマルチタスキングを可能にしている。
Appleは、iPhone 3Gsは前機種の2倍速いとしており数種類のアプリケーションのローディング時間が前機種の半分だったと発表している。

### ストレージ
過去の機種のようにすべてのデータはフラッシュメモリに保存されておりSIMには無く、ストレージの増量もできない。当初は16GBと32GBモデルのみの発売だったが、大容量モデルでiPhone 4を選んだり過去モデルとなった3GSを買う需要があったのか後にその16GB、32GBの2モデル販売終了と同時に8GBモデルも発売された。

### 電源とバッテリー
3.7V、1219mAhの内蔵再充電可能リチウムイオンポリマーバッテリーが搭載され、フル充電と放電が400回繰り返されても元容量の80%を保持できるように設計されている。バッテリー残量のパーセンテージ表示が初めて搭載された。
Appleは、3Gsで10時間のビデオ再生、9時間のWi-Fiを使ったウェブブラウジング、12時間の2G回線を使った通話、5時間の3G回線を使った通話、30時間の音楽再生が可能でスタンバイ状態では300時間持つとしている。

### 磁気センサ
iPhone 3Gsには磁気センサも内蔵されていて、端末の周辺で磁場の方角や強度を測定するのに使用される。時々特定の端末や無線信号が妨害することがあるためユーザーは干渉場所から移動するか、端末を8の字に動かして再調整する必要がある。また発売時にコンパスアプリケーションが搭載されており、磁場の方角をコンパスで表示させることができる。

### 接続
iPhone 3GでのトライバンドUMTS/HSDPAとクワッドバンドGSM/GPRS/EDGEに加え、3GSでは下り7.2Mbit/sのHSDPAで高速ダウンロードが可能になったが、アップロード速度はAppleがHSUPAプロトコルを実装しなかったため変化はない。他のアップデートとしてNike+iPodセンサーが内蔵されていて、外部センサーの必要性が無くなり、Nike+iPodにネイティブ対応するようになった。またiPhone 3GsでのBluetoothサーバーはBluetooth 2.1の対応によって改善されている。

### ボイスコントロール
ボイスコントロールはiPhone 3Gsで初搭載された機能で、声で電話機能や音楽機能が操作できる。この機能を有効にするにはホームボタンを長押しする必要がある。

### アクセシビリティ機能
VoiceOver、色反転、テキストズームもiPhone 3Gsで初搭載された機能で、VoiceOverは音楽の詳細、システムメニューやテキストなどを音声再生する機能であり、最初に搭載されたのはiPod shuffleの第3世代である。色反転は配色において白を黒に、黒を白に反転する機能で、テキストズームはディスプレイでテキストを拡大する機能である。

## デザイン

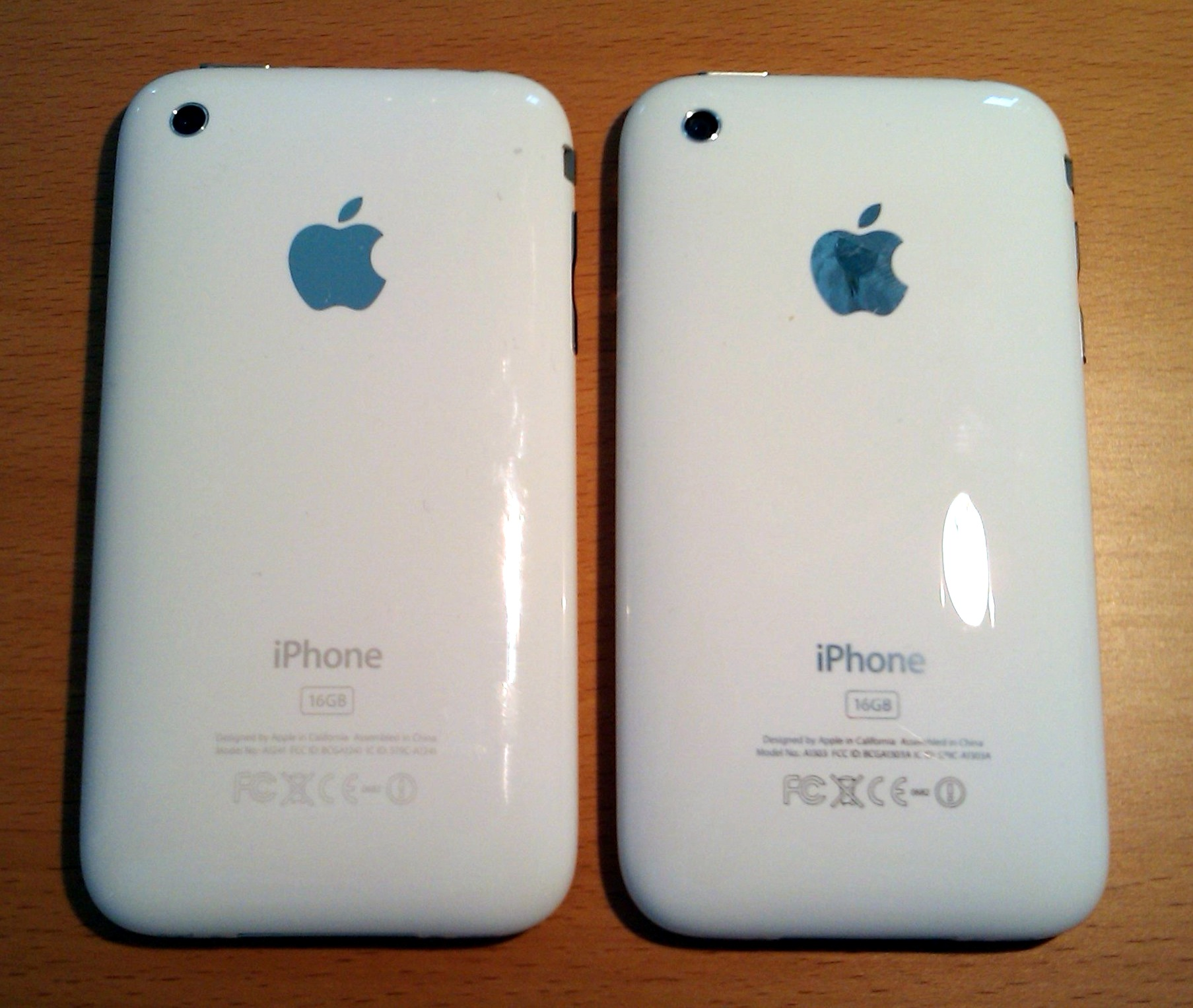
iPhone 3G（左）の背面は3Gsとほぼ同じだが、下部にある文字の部分が3Gは灰色であるのに対し3GsはAppleのロゴと同じ銀色である。

iPhone 3Gsのデザインは前機種と同じく背面は光沢プラスチックでユーザーが端末を持ちやすいようにエッジはテーパー状に、ボタンは金属製になっている。ただし、下部にある文字の部分が3Gは灰色であるのに対し3GsはAppleのロゴと同じ銀色である。前機種と違う点としてiPhone 3Gsは16GBと32GBモデルの端末の色を白と黒で選べるが、8GBモデルは黒のみである。

## 評価
iPhone 3Gsの評価は概ね良好な方である。ウォール・ストリート・ジャーナルのウォルター・モスバーグは「新機能でより素晴らしい製品になったが、多くのユーザーにとっては新しいモデルを買わなくてもソフトウェアで十分まかなえるかもしれない。」と。Engadgetも「ビデオ撮影や方位計、スピードバンプが我々にとって魅力的に見えない」とそれぞれ述べている。
それでも多数の好意的な評価を受けており、CNETは4/5つ星の評価で、バッテリーの持ちの改善やスピードバンプに関しては十分良くあなたの望んでいるがままになっているかもしれない。」としており、Engadgetはパフォーマンスの改善に関して「あなたの期待を超えるスピードバンプ」と述べている。
さらに、8GBバージョンはより好意的な評価を受け、主理由としてiOS 4を搭載したことにあるとしている。Macworldのジェイソン・シェルは「この端末の内部的な変更で一番良かったのはiOS 4にアップデートしたことで、iPhone 4と比べて少し遅すぎるものの前機種と比べて価値があるアップグレードになった。」と、TIPBは「FaceTimeやRetinaディスプレイ、ジャイロスコープ対応といった特定の機能は別として、要はiPhone 3GsユーザーはiPhone 4相当の端末にする同じソフトウェアをインストールしているということだ。」と述べている。

## iOS
2014年2月21日に提供されたiOS 6.1.6（セキュリティーアップデート）までのアップデートが可能。2013年9月18日提供のiOS 7.0へのアップデートには対応しない。　

## 問題

### オーバーヒート
iPhone 3Gsの発売から少し後、数人のユーザーから頻繁な使用でオーバーヒートする、熱によって端末が変色する（とくに白色モデルで）という報告が上がっていたが、変色に関しては主にiPhoneのカバーが背面で摩擦した時に生じたことが原因だったことで収束した。 
Appleは発熱問題に関して、暑い日は車から出すことや直射日光に気をつけること、晴れや高温の日は頻繁な使用を控えるように呼びかけた。また、3Gsが発売された国の安全基準に基いて、iPhoneを使用している時に温度検知機能が働くようになっている。

## 継続サポート

### iOS 5
2011年10月のiPhone 4S発売後、3Gsは無料で提供されていたが、AT&Tは理由の説明もなしに99セントに値上げした。99セントのiPhone 3Gsはアメリカ合衆国ではAT&Tで2年契約、カナダではテラス、ロジャース・ワイヤレス、ベル・カナダ、フィド・ソリューションズで3年契約となっている。これは2機種のみの販売だったAppleの過去の方針を転換したものである。

### 新たなブートログと2011年のベースバンドアップデート
2009年9月9日にAppleはセキュアロムのセグメントオーバーフローという脆弱性で無署名のLLBがロードできるようになることを修正したiPhone 3GSのアップデートモデルを発売した。
iPhone 4Sの発売後、Appleは2011年の第36週の後にベースバンド機器をインフィネオン製チップから東芝製チップに密かにアップデートした新たなiPhone 3Gsをアンロックを無効にした。とはいえ、新たなチップは同じモデムファームウェアであるインフィネオン製チップを使っており、アップデートできなかったiPadベースバンド06.15.00はAT+XAPPの脆弱性が存在する。